# 安氏林羚
安氏林羚（學名Tragelaphus angasii），又名安氏薮羚或東非條紋羚，是南部非洲的一種羚羊。牠們是獨居或以10頭小群生活，喜歡棲息在密林中。
公羚高1.1米，雌羚高0.9米。公羚的角呈螺旋狀，喉嚨及腹部有長的毛邊；雌羚沒有角及毛邊。公羚呈深褐色，面部及頸部白色，身體上有白色的直立斑紋；雌羚呈赤褐色及明顯的斑紋。